# Fear of the Dark (Live)
Fear of the Dark (Live) è un singolo del gruppo musicale britannico Iron Maiden, pubblicato il 1º marzo 1993 come unico estratto dall'album dal vivo A Real Live One.

## Descrizione
Il disco, che al debutto ha raggiunto immediatamente la posizione numero 5 delle classifiche inglesi, contiene anche i brani Bring Your Daughter...To the Slaughter, proveniente dallo stesso live album, e Hooks in You registrato invece all'Arena di Wembley il 17 dicembre 1990, concerto da cui provengono numerose b-side inserite nei precedenti singoli.

## Tracce
1. Fear of the Dark (live) (Harris) - 7:22
2. Bring Your Daughter...To the Slaughter (live) (Dickinson) - 5:30
3. Hooks in You (live) (Dickinson, Smith) - 3:45

## Formazione
- Bruce Dickinson - voce
- Steve Harris - basso
- Dave Murray - chitarra
- Janick Gers - chitarra
- Nicko McBrain - batteria